# Cleantioides vonprahli
Cleantioides vonprahli is een pissebed uit de familie Holognathidae. De wetenschappelijke naam van de soort is voor het eerst geldig gepubliceerd in 1988 door Ramos & Rios.